# Ekorrtjärnen, Bohuslän
Ekorrtjärnen är en sjö i Strömstads kommun i Bohuslän och ingår i Strömsån-Enningdalsälvens kustområde. Sjöns area är 0,003 kvadratkilometer och den är belägen 40 meter över havet.